# Prvenstvo ZNP 1928-1929
Il Prvenstvo Zagrebačkog nogometnog podsaveza 1928./29. (it. "Campionato della sottofederazione calcistica di Zagabria 1928-29") fu la decima edizione del campionato organizzato dalla Zagrebački nogometni podsavez (ZNP), la sedicesima in totale, contando anche le 4 edizioni del Prvenstvo grada Zagreba (1918-1919) e le 2 del campionato di Regno di Croazia e Slavonia (1912-1914, composto esclusivamente da squadre di Zagabria).
Il torneo, chiamato 1/A razred, fu vinto dal HAŠK Zagabria, al suo quarto titolo nella ZNP, il sesto in totale.
Il campionato era diviso era diviso fra le squadre di Zagabria città (divise in 4 divisioni chiamate razred) e quelle della provincia (divise in varie parrocchie, župe). La vincitrice della 1. razred veniva ammessa al Državno prvenstvo (il campionato nazionale) ed inoltre disputava la finale sottofederale contro la vincente del campionato provinciale.
La formula cambiò: non più qualificazioni dirette, bensì tutte le vincitrici delle 8 sottofederazioni (Lubiana, Zagabria, Osijek, Subotica, Belgrado, Sarajevo, Spalato e la novità Skopje), più le seconde classificate di Zagabria e Belgrado, si sfidarono in un turno di qualificazione per 5 posti nel campionato nazionale.

## Struttura
I termini "in casa" e "in trasferta" non hanno senso perché pochi club avevano un proprio stadio. Tutte le partite sono state giocate negli unici 4 stadi di Zagabria: Koturaška cesta (del Građanski), Maksimir (del HAŠK), Tratinska cesta (del Concordia) e Miramarska cesta (del Viktorija e dello Željezničar).
| 1º livello | 1. razred | 8 squadre  |
| 2º livello | 2. razred | 10 squadre |
| 3º livello | 3. razred | 10 squadre |
| 4º livello | 4. razred | 10 squadre |

## Classifica
|                   | Pos. | Squadra              | Pt | G  | V  | N | P  | GF | GS | QR    |
| ----------------- | ---- | -------------------- | -- | -- | -- | - | -- | -- | -- | ----- |
|                   | 1.   | HAŠK Zagabria        | 24 | 14 | 12 | 0 | 2  | 62 | 13 | 4,769 |
|                   | 2.   | Građanski Zagabria   | 24 | 14 | 12 | 0 | 2  | 62 | 16 | 3,875 |
|                   | 3.   | Concordia Zagabria   | 19 | 14 | 8  | 3 | 3  | 49 | 29 | 1,689 |
|                   | 4.   | Viktorija Zagabria   | 15 | 14 | 6  | 3 | 5  | 36 | 26 | 1,384 |
|                   | 5.   | Željezničar Zagabria | 15 | 14 | 7  | 1 | 6  | 26 | 26 | 1,000 |
|                   | 6.   | Croatia Zagabria     | 9  | 14 | 4  | 1 | 9  | 25 | 37 | 0,675 |
|                   | 7.   | Šparta Zagabria      | 4  | 14 | 1  | 2 | 12 | 20 | 62 | 0,322 |
|                   | 8.   | Derby Zagabria       | 2  | 14 | 0  | 2 | 12 | 6  | 77 | 0,077 |
| Fonte: exyufudbal |      |                      |    |    |    |   |    |    |    |       |

Legenda:
  Partecipa alle qualificazioni al Državno prvenstvo 1929.
      Qualificato al Državno prvenstvo 1929 dopo le qualificazioni.
      Retrocessa nella divisione inferiore.
Note:
Due punti a vittoria, uno a pareggio, zero a sconfitta.

## Risultati

### Tabellone
|                   | HAŠ  | Gra  | Con  | Vik  | Žel  | Cro  | Špa  | Der  |
| ----------------- | ---- | ---- | ---- | ---- | ---- | ---- | ---- | ---- |
| HAŠK              | –––– | 4-3  | 9-1  | 2-0  | 6-0  | 4-0  | 6-2  | 8-0  |
| Građanski         | 4-1  | –––– | 1-0  | 3-0  | 7-1  | 4-1  | 6-2  | 7-0  |
| Concordia         | 2-1  | 3-2  | –––– | 0-0  | 1-1  | 7-1  | 5-1  | 6-1  |
| Viktorija         | 0-3  | 0-6  | 4-4  | –––– | 1-0  | 2-2  | 4-2  | 5-0  |
| Željezničar       | 0-1  | 0-4  | 3-1  | 3-1  | –––– | 2-0  | 2-1  | 2-0  |
| Croatia           | 0-4  | 1-3  | 2-3  | 0-1  | 2-1  | –––– | 2-0  | 6-1  |
| Šparta            | 1-8  | 2-9  | 2-7  | 1-7  | 0-6  | 5-2  | –––– | 1-1  |
| Derby             | 0-8  | 1-3  | 0-9  | 1-11 | 1-6  | 0-5  | 0-0  | –––– |
| Fonte: exyufudbal |      |      |      |      |      |      |      |      |

### Calendario
| 1ª giornata    |                         |     |
|                |                         |     |
| 7 ottobre 1928 | HAŠK - Šparta           | 6-2 |
| 7 ottobre 1928 | Građanski - Viktorija   | 3-0 |
| 7 ottobre 1928 | Željezničar - Concordia | 3-1 |
| 7 ottobre 1928 | Croatia - Derby         | 6-1 |

| 2ª giornata     |                       |     |
|                 |                       |     |
| 14 ottobre 1928 | Željezničar - Derby   | 2-0 |
| 14 ottobre 1928 | Concordia - Viktorija | 0-0 |
| 14 ottobre 1928 | Građanski - Šparta    | 6-2 |
| 14 ottobre 1928 | HAŠK - Croatia        | 4-0 |

| 3ª giornata     |                      |     |
|                 |                      |     |
| 21 ottobre 1928 | HAŠK - Viktorija     | 2-0 |
| 21 ottobre 1928 | Concordia - Derby    | 6-0 |
| 21 ottobre 1928 | Građanski - Croatia  | 4-1 |
| 21 ottobre 1928 | Željezničar - Šparta | 2-1 |

| 4ª giornata     |                       |     |
|                 |                       |     |
| 4 novembre 1928 | Građanski - Concordia | 1-0 |
| 4 novembre 1928 | HAŠK - Željezničar    | 6-0 |
| 4 novembre 1928 | Viktorija - Croatia   | 2-2 |
| 4 novembre 1928 | Šparta - Derby        | 1-1 |

| 5ª giornata      |                         |     |
|                  |                         |     |
| 11 novembre 1928 | HAŠK - Concordia        | 9-1 |
| 11 novembre 1928 | Građanski - Derby       | 7-0 |
| 11 novembre 1928 | Šparta - Croatia        | 5-2 |
| 11 novembre 1928 | Viktorija - Željezničar | 1-0 |

| 6ª giornata      |                         |     |
|                  |                         |     |
| 18 novembre 1928 | HAŠK - Derby            | 8-0 |
| 18 novembre 1928 | Concordia - Croatia     | 7-1 |
| 18 novembre 1928 | Viktorija - Šparta      | 4-2 |
| 18 novembre 1928 | Građanski - Željezničar | 7-1 |

| 7ª giornata     |                       |     |
|                 |                       |     |
| 2 dicembre 1928 | HAŠK - Građanski      | 4-3 |
| 2 dicembre 1928 | Concordia - Šparta    | 5-1 |
| 2 dicembre 1928 | Viktorija - Derby     | 5-0 |
| 2 dicembre 1928 | Željezničar - Croatia | 2-0 |

| 8ª giornata   |                       |     |
|               |                       |     |
| 17 marzo 1929 | Concordia - Viktorija | 4-4 |
| 17 marzo 1929 | HAŠK - Šparta         | 8-1 |
| 17 marzo 1929 | Građanski - Croatia   | 3-1 |
| 17 marzo 1929 | Željezničar - Derby   | 6-1 |

| 9ª giornata   |                         |     |
|               |                         |     |
| 24 marzo 1929 | Građanski - Željezničar | 4-0 |
| 24 marzo 1929 | Concordia - Derby       | 9-0 |
| 24 marzo 1929 | Croatia - Šparta        | 2-0 |
| 24 marzo 1929 | HAŠK - Viktorija        | 3-0 |

| 10ª giornata  |                     |      |
|               |                     |      |
| 7 aprile 1929 | Građanski - Šparta  | 9-2  |
| 7 aprile 1929 | Concordia - Croatia | 3-2  |
| 7 aprile 1929 | HAŠK - Željezničar  | 1-0  |
| 7 aprile 1929 | Viktorija - Derby   | 11-1 |

| 11ª giornata   |                      |     |
|                |                      |     |
| 14 aprile 1929 | Građanski - Derby    | 3-1 |
| 14 aprile 1929 | Concordia - HAŠK     | 2-1 |
| 14 aprile 1929 | Željezničar - Šparta | 6-0 |
| 14 aprile 1929 | Viktorija - Croatia  | 1-0 |

| 12ª giornata   |                       |     |
|                |                       |     |
| 21 aprile 1929 | Concordia - Šparta    | 7-2 |
| 21 aprile 1929 | HAŠK - Derby          | 8-0 |
| 21 aprile 1929 | Građanski - Viktorija | 6-0 |
| 21 aprile 1929 | Croatia - Željezničar | 2-1 |

| 13ª giornata   |                         |     |
|                |                         |     |
| 28 aprile 1929 | HAŠK - Croatia          | 4-0 |
| 28 aprile 1929 | Šparta - Derby          | 0-0 |
| 28 aprile 1929 | Željezničar - Viktorija | 3-1 |
| 28 aprile 1929 | Concordia - Građanski   | 3-2 |

| 14ª giornata   |                         |     |
|                |                         |     |
| 26 maggio 1929 | Građanski - HAŠK        | 4-1 |
| 26 maggio 1929 | Croatia - Derby         | 5-0 |
| 26 maggio 1929 | Viktorija - Šparta      | 7-1 |
| 26 maggio 1929 | Željezničar - Concordia | 1-1 |

## Provincia

### Finali provinciali
```
Primo turno:   
Marsonia
 - Dobor Derventa                             ritiro Derventa		
               
BGŠK Bjelovar
 - KGŠK Križevci                         3-1												
               
ČSK Čakovec
 - VŠK Varaždin                            2-0												
               DONK Daruvar - Hajduk Pakrac                          0-4												
               Građanski Karlovac - 
Segesta
                          2-1												
               Unitas Nova Gradiška - Borba Bosanska Dubica          ritiro Borba					
               
Samobor
 - Olimp Velika Gorica                         2-1												
               Slavija Sisak - Olimpija Karlovac                     ritiro Olimpija
               Svaičić Petrinja - 
ŠK Karlovac
                        8-0												
               
Orijent
 - Val Crikvenica                              4-1												
               
Sloboda B. Novi
 - MSK Progres Banja Luka              3-0												
               Slavija Prijedor - Sana Sanski Most                   0-2												
               
Krajišnik
 - Građanski Prijedor                       10-1												
               
Borac Banja Luka
 - Balkan Banja Luka                  5-0												
Secondo turno: 
Marsonia
 - Unitas Nova Gradiška                       ritiro Unitas		
               Građanski Karlovac - 
Orijent
                          2-0												
               Sana Sanski Most - 
Sloboda B. Novi
                    0-2												
               
BGŠK Bjelovar
 - Hajduk Pakrac                         ritiro Pakrac
               
ČSK Čakovec
 - 
Samobor
                                 5-0												
               
Krajišnik
 - 
Borac Banja Luka
                          1-0												
Terzo turno:   
Marsonia
 - Slavija Sisak                              7-0												
               Slaven Bjelovar - Graničar Ɖurđevac                   6-0												
               
Krajišnik
 - 
Sloboda B. Novi
                           2-0												
Quarto turno: 
BGŠK Bjelovar
 - Slaven Bjelovar                       7-1												
               Građanski Karlovac - 
ČSK Čakovec
                      1-1 
(
dts
)
, 1-3 ripetizione
Semifinali:    
Krajišnik
 - 
Marsonia
                                  4-0												
               
ČSK Čakovec
 - 
BGŠK Bjelovar
                           4-3												
Finale:        
ČSK Čakovec
 - 
Krajišnik
                               4-1
```

## Finale sottofederale
| Squadra 1     | Risultato | Squadra 2   |
| ------------- | --------- | ----------- |
| HAŠK Zagabria | 5 – 0     | ČSK Čakovec |